# Michael Mader
Michael Mader (* 2. Jänner 1974 in Innsbruck) ist ein österreichischer Dirigent.

## Biografie
Michael Mader studierte Dirigieren bei Robert Filzwieser in Klagenfurt und am Tiroler Landeskonservatorium bei Edgar Seipenbusch. Weiters besuchte er Meisterkurse in Weimar bei George Alexander Albrecht, in Trier bei Christian Kluttig, in Wien bei Salvador Mas i Conde und in Tanglewood (USA) bei Seiji Ozawa. Von 1994 bis 2002 war er Chorleiter des Gemischten Chors Allerheiligen/Innsbruck. Als Dirigent und Mitbegründer der Kammerphilharmonie Tyrol betrieb er von 1999 bis 2008 einen eigenen Abo-Zyklus in Innsbruck. Konzertauftritte mit verschiedensten Ensembles hatte er in und um Innsbruck sowie in Wien, Klagenfurt, Freiburg im Breisgau und Košice (Slowakei).
Michael Mader war von 2000 bis 2010 als Kapellmeister, stellvertretender Studienleiter und Souffleur am Tiroler Landestheater engagiert. Im Mai 2010 hatte er die musikalische Leitung der Uraufführung von Lulu, das Musical mit der Musik von Stephan Kanyar und dem Text von Brigitte Fassbaender am Tiroler Landestheater. Des Weiteren begleitete er Judith Keller bei ihren Piaf-Chanson-Abenden im In- und Ausland als Pianist.
Seit der Saison 2010/11 ist er als Maestro suggeritore an der Bayerischen Staatsoper engagiert. Seit September 2021 ist er außerdem Bühnenmusikdirigent. 
Bei der Festspielpremiere Pelléas et Mélisande Ende Juni 2015 war Mader musikalischer Assistent von Constantinos Carydis. Im Juli 2015 dirigierte Michael Mader ein Konzert des Münchner Internationalen Orchesters. Er war bis 2017 Dirigent des Orchesters. Beim Konzert im Februar 2016 wurden unter anderem Les Préludes von Franz Liszt, Ruralia Hungarica von Ernst von Dohnányi und das 3. Klavierkonzert von Béla Bartók mit Gerold Huber als Solist in München aufgeführt. Im September und Oktober 2016 übernahm er die musikalische Leitung der Operette Orpheus in der Unterwelt beim Musiktheater Vorarlberg. Im Herbst 2018 war er musikalischer Assistent von Kirill Petrenko bei der Neuproduktion Otello an der Bayerischen Staatsoper mit Anja Harteros, Jonas Kaufmann und Gerald Finley in den Hauptrollen.
Im September und Oktober 2021 war Michael Mader musikalischer Leiter von My Fair Lady beim Musiktheater Vorarlberg.
Im Februar 2023 war er musikalischer Assistent von Lothar Koenigs bei der Neuproduktion Tristan und Isolde am Grand Théâtre de la Ville de Luxembourg. Bei den Osterfestspielen Salzburg war Mader 2023 bei Tannhäuser (Musikalische Leitung: Andris Nelsons) und 2024 bei La Gioconda (Musikalische Leitung: Antonio Pappano) als Maestro suggeritore tätig. 
Im Herbst 2024 war er beim Musiktheater Vorarlberg als musikalischer Leiter der Neuproduktion Sunset Boulevard von Andrew Lloyd Webber engagiert. Im Frühjahr 2025 war Michael Mader musikalischer Assistent von Daniele Rustioni bei der Neuproduktion Cavalleria rusticana/Pagliacci an der Bayerischen Staatsoper.